# Лулу (компания)
Вижте пояснителната страница за други значения на Лулу.
Лулу (на английски: Lulu), съставена от „Lulu Enterprises, Inc.“ и „Lulu Press, Inc.“, е издателска компания за самостоятелно публикуване и „печат при поискване“ на книги, електронни книги, фото книги, календари, и др. издания.

## Описание
Компанията е основана през 2002 г. от Боб Йънг, който е основател и на Red Hat. Обикновено издателските компании не приемат и не отпечатват произведения на автори в много малки количества, или такива, от които не се очаква печалба. Затова създателят на „Лулу“ развива идеята да се създаде система за публикуване чрез Интернет, която да се управлява в голяма степен от самите автори. Името на компанията е американски разговорен термин означаващ „забележителна личност, нещо или идея.“
В компанията няма редактори, които да проверяват произведенията на авторите, а това е оставено на отговорността и гаранцията на самите автори. Те изграждат своя собствена страница за предлаганите произведения онлайн, като комплектоват текста, размера, корицата и приложенията, в цифров формат. Компанията отпечатва при заявка книгата за клиента и му я изпраща.
При първоначално въвеждане на произведенията или при направена корекция, авторите са задължени да закупят първата бройка и да дадат своето одобрение. Потенциалните клиенти са задължени да се регистрират с потребителско име и парола на сайта на компанията, и да създадат своя сметка, от която да плащат за поръчката си. При поръчка тя се подава за печат и се доставя в рамките на 3 – 7 работни дни на посочения адрес (за САЩ).
Цената на дребно се определя от разходите за печат на отделната бройка, избрания марж за печалба на автора, и стойността на доставката на адреса на получателя. Маржът за автора се разделя на 80% за „Лулу“ и 20% за автора.
В помощ на авторите се предлагат безплатен ISBN, публикация в „Амазон“, и др. услуги. Авторите си запазват изцяло авторското право върху своите материали.
През 2006 г. компанията разширява дейността си и в Европа. Учредила е и собствена награда „Блукър“ за блогове на автори.